# Дрянка (село)
Дрянка е село в Южна България. То се намира в община Баните, област Смолян.

## География
Село Дрянка се намира в планински район, в община Баните област Смолян.
Селото се намира на 800 метра надморско равнище. Намира се на 4 км от общинския център – село Баните, и на 50 км от областния център Смолян.

## История
Има данни, че в района на селото е имало живот още от римско време. Това засвидетелстват римският мост в близост до селото и останките от римско селище в местността Караборум, намерени през 2007 година. Самото село е основано в края на 19 век от изселници от село Върбина.

## Културни и природни забележителности
В близост до селото се намира местността Самотното дърво, чието наименование произлиза от вековния бук, който стои сам повече от век.